# SHADE RACING
SHADE RACING（シェイドレーシング）は、2015年に林テレンプにより設立された日本のレーシングチームである。

## 略歴
2015年に林テレンプの従業員によって構成された「林テレンプ 86 Racing」を発足し、HIRO HAYASHIを擁して86/BRZレースのクラブマンカップに参戦。
2018年はチーム名を「林テレンプ SHADE RACING」に改めて、スーパー耐久への参戦を開始。2019年と2021年にST-4クラスでチャンピオンを獲得し、2021年からはST-Zクラスにも挑戦している。なお、チーム名に含まれる「SHADE」はSpecialized Hayashi Telempu Driving Emotionの略で、「光が強いほど陰（SHADE）ははっきりと濃くなる。栄光を光とすれば、その礎となった苦労や努力が陰（SHADE）と言える。我々は努力を惜しまずゴールまで戦っていきたい」が由来。
2022年からチーム名を「SHADE RACING」とし、SUPER GTのGT300クラスに参戦を開始。カーナンバーは「20」で、マシンはトヨタ・GR86を使用する。ドライバーはこの年からチーム副代表に就任した平中克幸とGT初参戦となる清水英志郎を起用し、タイヤはダンロップを使用する。
2023年の8月から富士スピードウェイの西ゲート周辺に構えた新ガレージ「シェイドレーシング FUJI ファクトリー」を稼働し、この年のSUPER GTでは第6戦においてチーム初の2位表彰台を獲得している。
2024年のSUPER GTでは、タイヤをダンロップからミシュランに変更。第6戦ではチーム初のポールポジションを獲得した。

## レース戦績
- 2015年 
  - TOYOTA GAZOO Racing 86/BRZ Raceクラブマンシリーズ
- 2016年
  - TOYOTA GAZOO Racing 86/BRZ Raceクラブマンシリーズ
- 2017年
  - TOYOTA GAZOO Racing 86/BRZ Raceクラブマンシリーズ
- 2018年
  - スーパー耐久シリーズ ST-4クラス シリーズランキング2位
- 2019年
  - スーパー耐久シリーズ ST-4クラス シリーズチャンピオン獲得(2勝)
- 2020年
  - スーパー耐久シリーズ ST-4クラス シリーズランキング2位(2勝)
- 2021年
  - スーパー耐久シリーズ ST-4クラス シリーズチャンピオン獲得(2勝)
  - スーパー耐久シリーズ ST-Zクラス シリーズランキング8位
- 2022年
  - SUPER GTシリーズ GT300クラス シリーズランキング20位
  - スーパー耐久シリーズ ST-4クラス シリーズランキング2位(1勝)
  - スーパー耐久シリーズ ST-Zクラス シリーズランキング2位(2勝)
  - GR86/BRZ Cup クラブマンシリーズ 岡山戦 スポット参戦
- 2023年
  - SUPER GTシリーズ GT300クラス シリーズランキング15位
  - スーパー耐久シリーズ ST-4クラス シリーズランキング7位
  - スーパー耐久シリーズ ST-Zクラス シリーズランキング2位(2勝)
- 2024年
  - SUPER GTシリーズ GT300クラス シリーズランキング18位
  - スーパー耐久シリーズ ST-4クラス シリーズランキング2位(2勝)
  - スーパー耐久シリーズ ST-Zクラス シリーズランキング2位(1勝)

### SUPER GT
| 年     | チーム       | 使用車両     | ドライバー                                 | クラス | 1       | 2      | 3       | 4       | 5      | 6       | 7      | 8      | 順位 | ポイント |
| ------ | ------------ | ------------ | ------------------------------------------ | ------ | ------- | ------ | ------- | ------- | ------ | ------- | ------ | ------ | ---- | -------- |
| 2022年 | SHADE RACING | トヨタ・GR86 | 平中克幸 清水英志郎 山田真之亮（Rd.5）     | GT300  | OKA 14  | FSW 20 | SUZ DNS | FSW Ret | SUZ 7  | SUG 23  | AUT 9  | MOT 21 | 20位 | 20.5     |
| 2023年 | SHADE RACING | トヨタ・GR86 | 平中克幸 清水英志郎 山田真之亮（Rd.2-5,7） | GT300  | OKA Ret | FSW 12 | SUZ 10  | FSW 15  | SUZ 18 | SUG 2   | AUT 13 | MOT 14 | 15位 | 34       |
| 2024年 | SHADE RACING | トヨタ・GR86 | 平中克幸 清水英志郎                        | GT300  | OKA 13  | FSW 19 | SUZ 15  | FSW 19  | SUZ 19 | SUG Ret | AUT 9  | MOT 16 | 18位 | 19       |
| 2025年 | SHADE RACING | トヨタ・GR86 | 平中克幸 清水英志郎 佐野雄城               | GT300  | OKA Ret | FSW    | SEP     | FSW     | SUZ    | SUG     | AUT    | MOT    | NC*  | 0*       |

## SHADE GIRLS
スーパー耐久シリーズに参戦を開始した2018年より活動開始。

2022年にレースクイーン大賞「コスチューム部門」ファイナリスト10ユニットに入る。

### 歴代メンバー一覧
| 年   | メンバー                                     |
| ---- | -------------------------------------------- |
| 2018 | 浅野彩、日比谷じゅん                         |
| 2019 | 芦沢ゆうな、鶴崎如菜、一木みお、藤間すず     |
| 2020 | 植山ゆき、楠木絢、鈴木志歩、宮下ありさ       |
| 2021 | 藤高つばさ、鈴木星海、松田蘭、楠木絢         |
| 2022 | 津田知美、友野ゆみ、らいな、鈴宮あかり       |
| 2023 | 星沢しおり、根岸しおり、椿木りさこ、松尾春菜 |
| 2024 | 橘香恋、南実千晴、星乃由宇、新堂まみ         |
| 2025 | 長坂有紗、倉町はんな、小林琉唯、直井寧音     |